# Valerie Isham
Pour les articles homonymes, voir Isham.
Valerie Susan Isham (née en 1947) est une probabiliste appliquée britannique. 

## Formation et carrière
Elle est allée à l'Imperial College London où elle obtient son B.Sc., puis son doctorat sous la direction du statisticien David Cox. Elle est professeure de probabilités et de statistiques à l'University College de Londres depuis 1992.  

## Travaux
Les sujets de recherche d'Isham incluent les processus ponctuels, les processus spatiaux, les processus spatio-temporels et les processus de population (en). 

## Prix et distinctions
Elle a été présidente de la Royal Statistical Society pour 2011-2012. Elle a reçu sa médaille Guy en bronze en 1990,.  
En 2018 elle est lauréate de la conférence Forder attribuée conjointement par la London Mathematical Society et la Société mathématique de Nouvelle-Zélande.